# 熊本市立松尾東小学校
熊本市立松尾東小学校（くまもとしりつ まつおひがししょうがっこう）は、熊本県熊本市西区松尾町上松尾にあった公立小学校。

## 沿革
- 1876年（明治9年） - 中原に初等小学校を創設。
- 1881年（明治14年） - 中塚六本楠に移転。
- 1887年（明治20年） - 簡易科教場と改称。
- 1891年（明治24年） - 飽田郡松尾尋常小学校と改称。
- 1919年（大正8年） - 高等科を設置し、松尾尋常高等小学校と改称。
- 1941年（昭和16年） - 飽託郡松尾村立松尾国民学校と改称。
- 1947年（昭和22年） - 飽託郡松尾村立松尾小学校に改称。
- 1955年（昭和30年） - 熊本市に編入､熊本市立松尾東小学校と改称。
- 2017年（平成29年） - 熊本市立小島小学校へ統合。